# Турське озеро
Турське озеро (озеро Тур) — долинне озеро в Ковельському районі Волинської області України. Площа — 12.85 км². Глибина варіюється від 1.98 м до 2.6 м, рівень води регулюється шлюзом в Турському каналі. Вода бурувато-коричневого кольору, прозорість 0,3-0,4 м, пересічна мінералізація 0,41 г/л. Дно покрите торф'янистим мулом, у південно-східній частині — піщаними відкладами. Належить до басейну річки Західний Буг. Живлення поверхневими водами та опадами. Озеро ймовірно льодовикового походження. Біля берегів сильно заросле.

## Навколишня місцевість

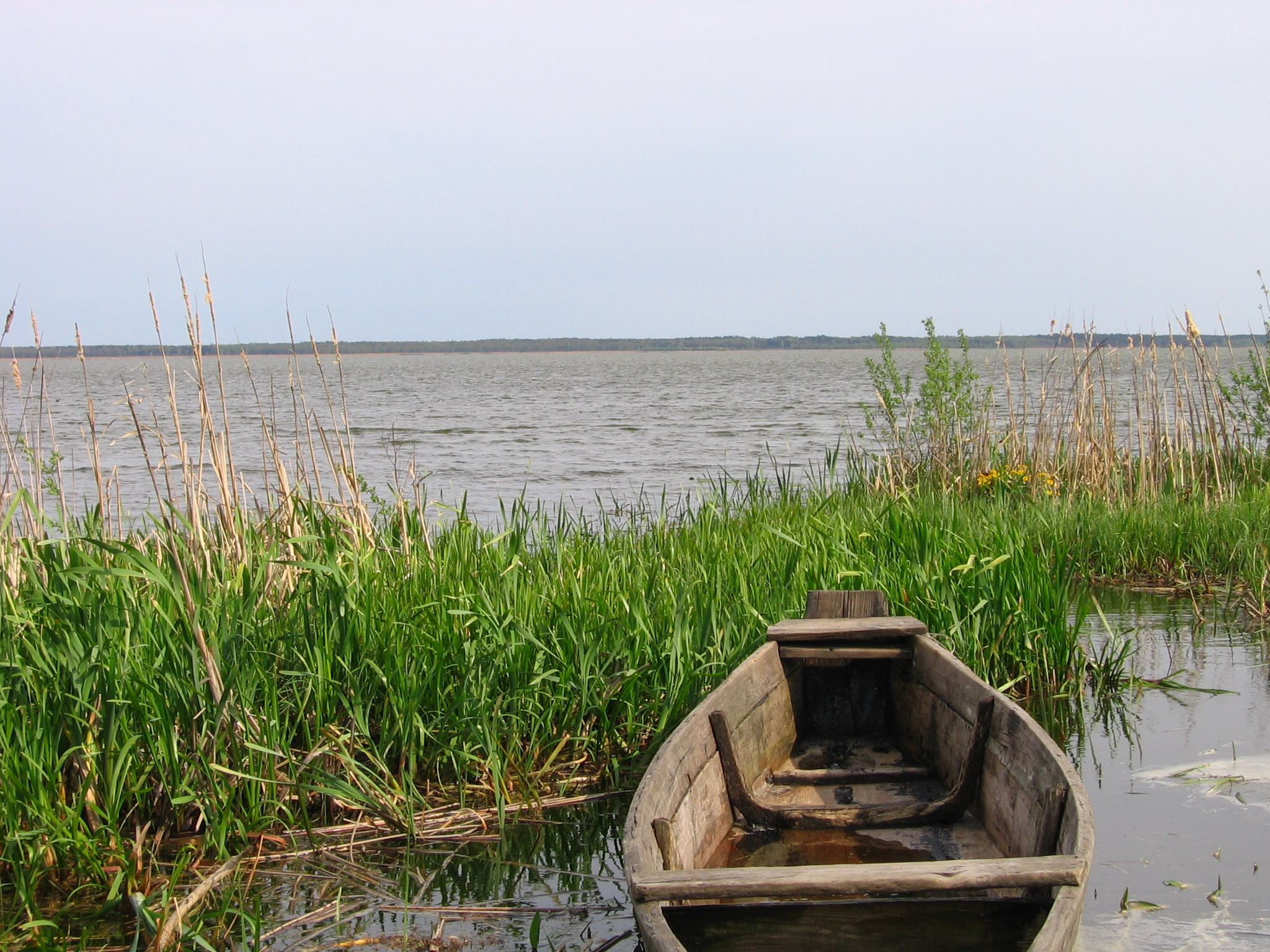

Озеро розташоване в надзаплавній частині долини річки Прип'ять,  русло якої за 7.3 км від берегів озера на південний схід. Береги озера низькі, торф'янисті. Попри близькість Прип'яті, що належить до чорноморського басейну, саме озеро належить до басейну Балтійського моря. Турське озеро сполучене через Турський канал, що протікає через озеро Тисоболь з Оріховим озером, з якого витікає Оріхівський канал, який постачає свої води до Дніпро-Бузького каналу.
На північно-західному березі село Тур, на південно-західному — селище Заболоття. З південного боку на відстані 1.0 км село Заліси, з північно-східного боку за 3.5 км село Жиричі. За 5.2 км на північний схід проходить державний кордон із Білоруссю.

## Ресурси озера
Турське озеро багате запасами сапропелю. Середня глибина його залягання 2,3 метра, орієнтовні запаси — 6,5 млн т.

## Меліорація
Озеро є частиною Турської осушувальної системи Ратнівського району. Турський канал, який відводить надлишок води з Турського озера до озера Оріхове, прорито ще наприкінці XIX століття, це перший меліоративний канал в межах тогочасної Волинської губернії. Турський канал витікає з північно-східного боку озера.
В озеро скидає свої надлишкові води Заболотівська осушувальна система через меліоративний канал, що впадає з південно-західно боку. 

## Заповідне урочище
О́зеро Тур — заповідне урочище в Україні. Площа 1346 га. Статус надано відповідно до рішення Волинського облвиконкому від 23.11.1979, № 401, реорганізовано рішенням Волинської обласної ради 30.05.2000, № 12/3). Перебуває у віданні Заболоттівської селищної ради.
Статус надано з метою збереження екологічної рівноваги Турського озера. Довжина озера — 5,35 км, ширина — 3,15 км, глибина — 1,25 м. Озеро має низькі заболочені береги, вода бурувато-коричневого забарвлення з болотяним присмаком, дно рівне, вкрите торф'янистим мулом, у південно-східній частині — піщане.
Місце розмноження цінних видів риб: щука (Esox lucius), карась сріблястий (Carassius gibelio), окунь (Perca fluviatilis), плітка (Rutilus rutilus) та водоплавних птахів: гусеподібні (Anseriformes): крижень (Anas platyrhynchos), лебідь-шипун (Cygnus olor), чирянки велика (Anas querquedula) та мала (A. crecca), попелюх (Aythya ferina); сивкоподібні (Charadriiformes): чайка (Vanellus vanellus), коловодник звичайний (Tringa totanus), грицик великий (Limosa limosa), мартин звичайний (Larus ridibundus), крячок річковий (Sterna hirundo); пірникозові (Podicipediformes): пірникози велика (Podiceps cristatus), мала (P. ruficollis) і сірощока (P. grisegena) (регіонально рідкісний вид); журавлеподібні (Gruiformes): лиска (Fulica atra), курочка водяна (Gallinula chloropus), погонич малий (Porzana parva); лелекоподібні (Ciconiiformes): лелека білий (Ciconia ciconia), чепура велика (Ardea alba); горобцеподібні (Passeriformes): щеврик лучний (Anthus pratensis), плиски біла (Motacilla alba) і жовтоголова (M. citreola) (регіонально рідкісний вид), очеретянки велика (Acrocephalus arundinaceus) і ставкова (A. scirpaceus), вівсянка очеретяна (Emberiza schoeniclus) та інших (всього понад 200 видів).

## Галерея

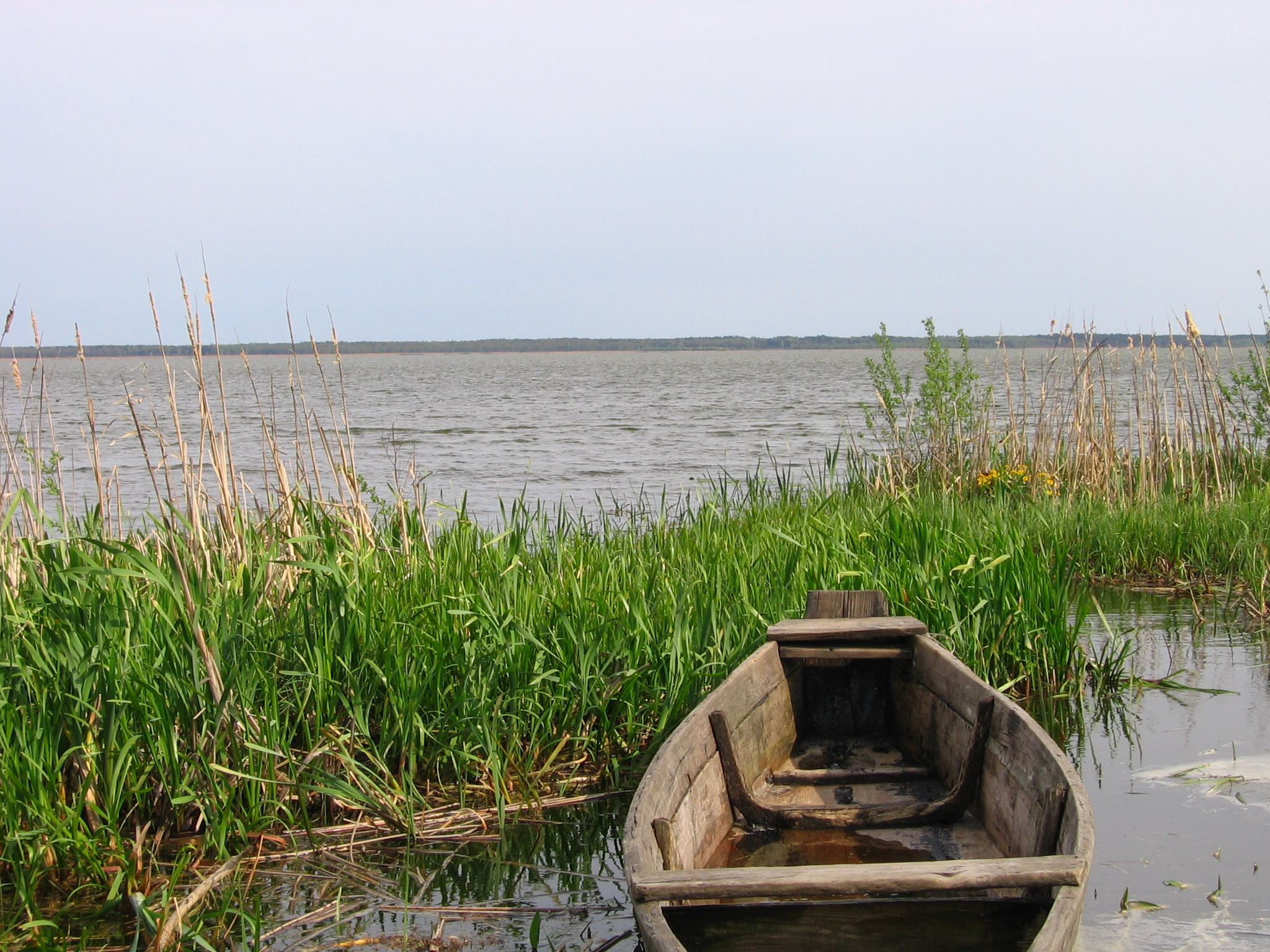
У травні 2005 року
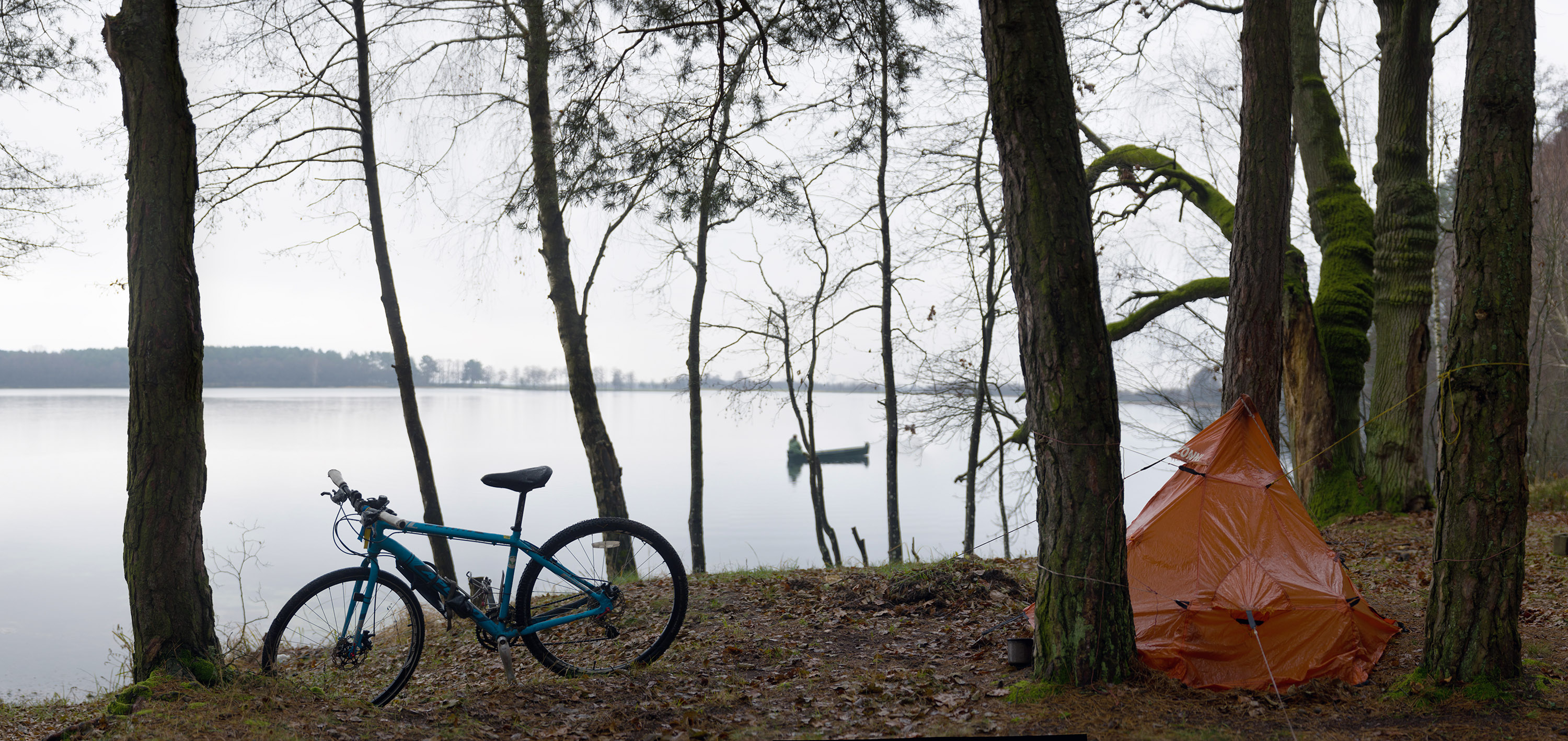
Ранок на озері у листопаді 2017 року
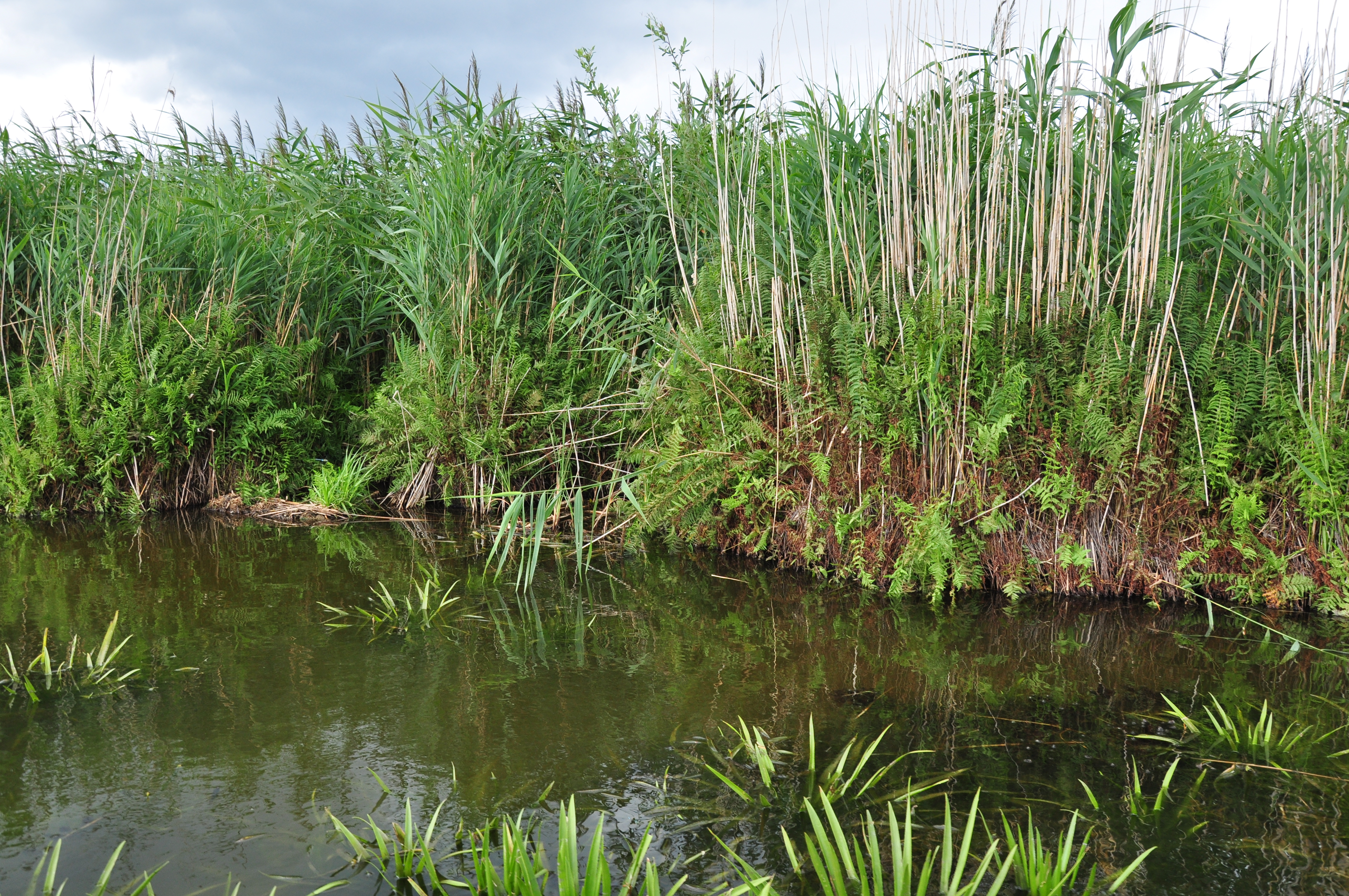
Острови з очерету, верби та папороті
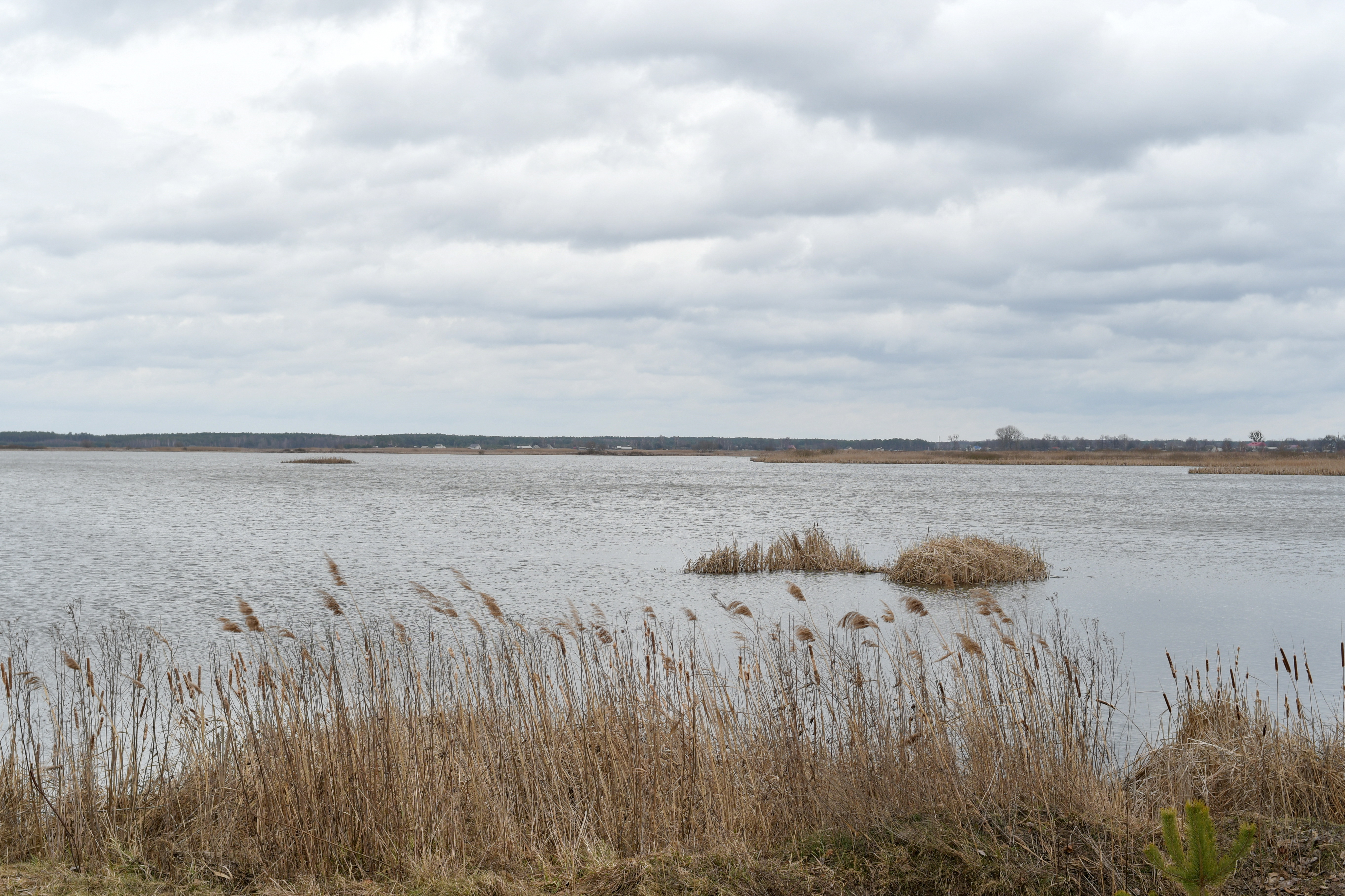
Східний берег
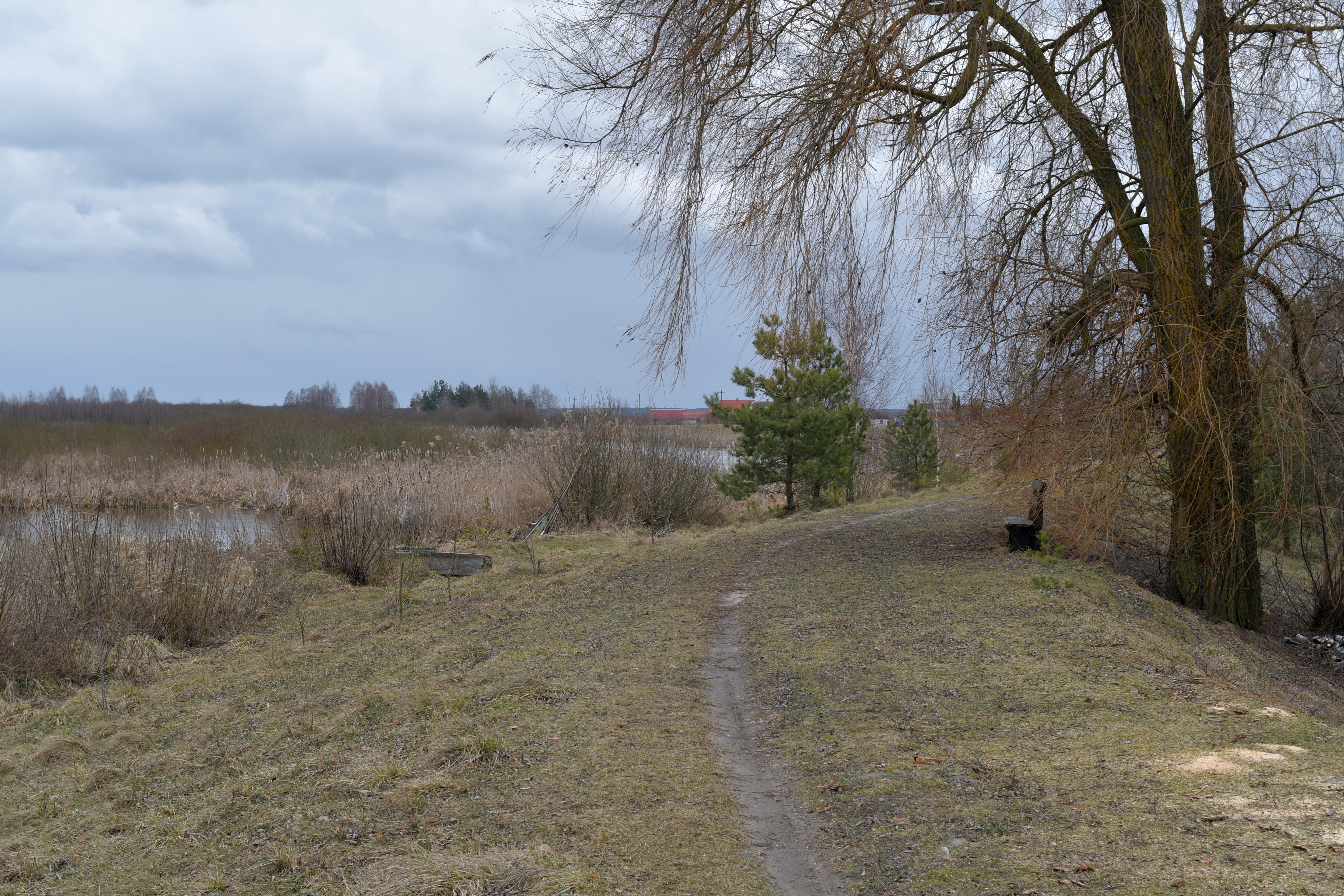
Південний берег
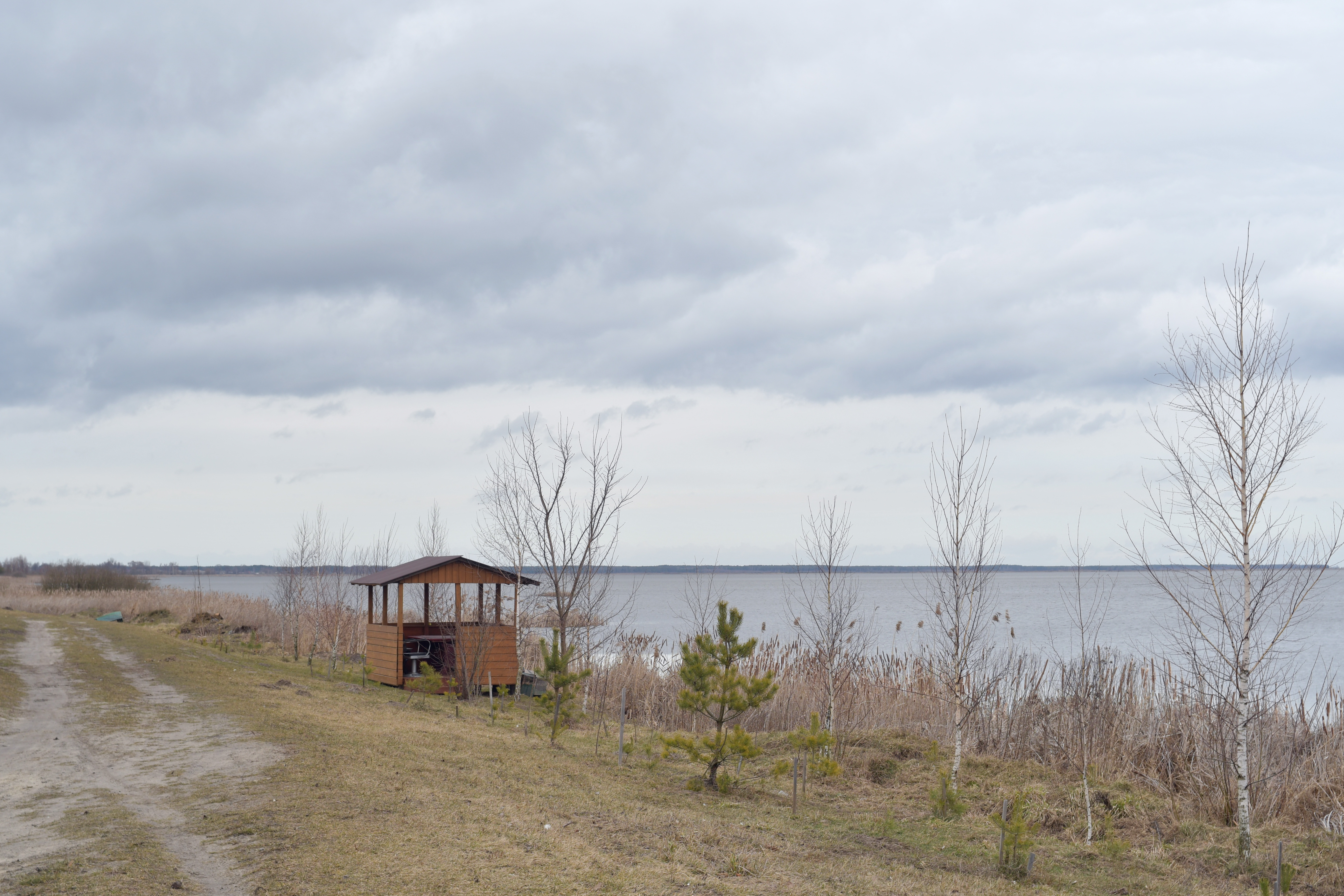
Західний берег